# Bradysia tobiasi
Bradysia tobiasi är en tvåvingeart som beskrevs av Menzel och Werner Mohrig 2000. Bradysia tobiasi ingår i släktet Bradysia och familjen sorgmyggor. Inga underarter finns listade i Catalogue of Life.